# Ana Karina Guevara
Ana Karina Guevara es una actriz de teatro, cine y televisión mexicana.

## Carrera
Desde su infancia, Guevara empezó a figurar en producciones teatrales, participando en más de treinta obras a lo largo de su carrera y destacando su representación de Frida Kahlo en el monólogo Kahlo de Humberto Robles. Sus créditos en televisión incluyen producciones como Háblame de amor, La duda, Capadocia, Lo que callamos las mujeres, Tanto amor y La bella y las bestias. Ha realizado también algunas apariciones en cine, en las que destacan películas como Demasiado amor, Ciudades oscuras, La mitad del mundo y Nosotros los nobles.

## Filmografía destacada

### Cine
• 2023 - Bad Actor
- 2013 - Nosotros, los nobles
- 2009 - La mitad del mundo
- 2002 - Ciudades oscuras
- 2001 - Demasiado amor
- 1996 - Violencia urbana

### Televisión
- 2023 - Un día para vivir
- 2021 - Esta historia me suena
- 2021 - La muchacha que limpia
- 2019 - El dragón
- 2018 - La bella y las bestias
- 2018 - Imposters
- 2016 - Un día cualquiera
- 2016 - Yago
- 2016 - Hasta que te conocí
- 2015 - Tanto amor
- 2013 - Destino
- 2014 - Las Bravo
- 2012 - La otra cara del alma
- 2011 - Emperatriz
- 2011 - Lo que callamos las mujeres
- 2010 - Capadocia
- 2007 - La niñera
- 2006 - Montecristo
- 2002 - La duda
- 1999 - Háblame de amor